# Monocentrus bipennis
Monocentrus bipennis är en insektsart som beskrevs av Walker. Monocentrus bipennis ingår i släktet Monocentrus och familjen hornstritar. Inga underarter finns listade i Catalogue of Life.